# Kanton Longny-au-Perche
Longny-au-Perche is een voormalig kanton van het Franse departement Orne. Het kanton maakte deel uit van het arrondissement Mortagne-au-Perche. Het werd opgeheven bij decreet van 25 februari 2014, met uitwerking op 22 maart 2015. Alle gemeenten werden opgenomen in het kanton Tourouvre.

## Gemeenten
Het kanton Longny-au-Perche omvatte de volgende gemeenten:
- Bizou
- L'Hôme-Chamondot
- La Lande-sur-Eure
- Longny-au-Perche (hoofdplaats)
- Le Mage
- Malétable
- Marchainville
- Les Menus
- Monceaux-au-Perche
- Moulicent
- Neuilly-sur-Eure
- Le Pas-Saint-l'Homer
- Saint-Victor-de-Réno